# Stipa crinita
Stipa crinita är en gräsart som beskrevs av Charles Gaudichaud-Beaupré. Stipa crinita ingår i släktet fjädergrässläktet, och familjen gräs. Inga underarter finns listade i Catalogue of Life.